# فيت مولر
فيت مولر هو منافس ألعاب قوى تشيكي، ولد في 31 أغسطس 1996.

## وصلات خارجية
- فيت مولر على موقع الاتحاد الدولي لألعاب القوى (الإنجليزية)
- فيت مولر على موقع الدوري الماسي (الإنجليزية)
- فيت مولر على موقع أوليمبيديا (الإنجليزية)
- فيت مولر على موقع اللجنة الأولمبية التشيكية (التشيكية)